# Erigeron polycephalus
Erigeron polycephalus là một loài thực vật có hoa trong họ Cúc. Loài này được (Larsen) G.L.Nesom mô tả khoa học đầu tiên năm 1982.